# Beameromyia cubensis
Beameromyia cubensis là một loài ruồi trong họ Asilidae. Beameromyia cubensis được Bigot miêu tả năm 1857.